# Jan Zacpal
Jan Zacpal (27. dubna 1844 Hostkovice u Olomouce – 15. března 1888 Opatija, dnešní Chorvatsko) byl český novinář a národní buditel česky mluvících obyvatel v rakouském Slezsku. Založil, vydával a řídil Opavský týdenník, tehdy jediný česky psaný list v regionu. Stál u vzniku řady spolků na Opavsku.

## Život a novinářská činnost
Pocházel z rodiny bohatých statkářů. Studoval hlavní školu a gymnázium v Olomouci. Roku 1863 nastoupil na pražskou filosofickou fakultu, vysokoškolská studia dokončil ve Vídni. Zaměřil se především na dějepis, češtinu a slavistiku. Účastnil se činnosti akademických spolků (Blaník v Praze, Morava a Vltava ve Vídni).
Po absolvování univerzity se vrátil do Olomouce, kde získal místo jako suplující profesor dějepisu při c. k. české reálce. Scházel se s bývalými vídeňskými kolegy v Olomoucké besedě a přispíval zejména překlady z jihoslovanských jazyků do místního časopisu Udice.
Po dvou letech byl nucen zanechat učitelského povolání pro krční onemocnění. Rozhodl se proto věnovat svůj talent českým krajanům ve Slezsku, kde roku 1865 zanikl poslední českojazyčný časopis, Opavský besedník. Poměry v regionu byly pro českou menšinu složité a velmi odlišné od Čech i Moravy. Lidé byli nevzdělaní, rok 1848 nepřinesl výraznější pokrok a čeho se v národnostních věcech podařilo dosáhnout po roce 1860, to bylo postupně po roce 1866 likvidováno. Nebyli tu žádní vlastenci, až na několik kněží. Nepovinná výuka češtiny ve školách se omezovala, čeští učitelé odcházeli, podpora z Čech a Moravy nebyla téměř žádná.
Zacpal odjel do Opavy, kde po dohodě s profesorem Antonínem Vaškem začal vydávat časopis Opavský Týdenník. První číslo vydal 17. září 1870, rozeslal ho „na ukázku“ zdarma a neúčtoval ho ani předplatitelům. V úvodníku popsal svůj program: rovnoprávnost českého jazyka ve škole i na úřadě, konstituční svobodu a samosprávu.
Neměl novinářské vzdělání. Přispívali mu různí dopisovatelé, jejichž identitu chránil nejen tím, že neuváděl jejich jména, ale i přepisováním a novým formulováním jejich příspěvků, aby skutečného autora nemohl prozradit ani jeho styl. Zastával zásadu, že není vhodné provokovat ani podceňovat protivníky, a pokud to bylo možné, nepouštěl se do ostrých konfliktů nebo útoků. Například nekritizoval Židy, ale naopak dával za příklad jejich spořivost a důraz na vzdělání. Protože zejména zpočátku bylo pozitivních zpráv málo a otevřené kritizování nedostatků riskantní, zaměřil se Zacpal na dějepisná pojednání a historické články na obranu jazyka a práv lidu. V šestém ročníku zavedl „Hospodářská kázání“, která přispěla k nárůstu zájmu o časopis. Hojně čtené byly i jeho „drobnosti“, poučné a kulturní články (např. o rýži nebo o pepři). Politikou se začal zabývat až po roce 1879. Náklad časopisu postupně stoupal: z počátečních 100 odběratelů stoupl postupně až na 1200 roku 1882.
Původně měl v plánu, zůstat v Opavě jen pět let, ale své rozhodnutí změnil. O odchodu uvažoval znovu v roce 1881, kdy uvažoval o studiu na pražské právnické fakultě, ale i tehdy zůstal.
Dne 5. listopadu 1881 vyšel v Opavském týdenníku dopis z Jaktaře nadepsaný Nepřirozené učení. Pisatel si v něm obecně stěžuje na jedinou místní (německou) školu, která nenaučí české děti ani česky ani německy a vychovává z nich tak hlupáky; učitel na takové škole dostal místo jen proto, aby mohl mládež germanizovat. Nakonec uvádí (což je pak opraveno v Drobných zprávách), že místní představitelé v čele s učitelem Smitalem poslali příspěvek Matici opavské, aby jejich žáci mohli alespoň na českou školu, když už je na německé pro špatný prospěch nepřijmou.
Článek vedl k trestněprávní žalobě na Jana Zacpala ze strany učitele Friedricha Smitala a několika dalších jaktařských Němců pro urážku na cti a zanedbání povinné (redaktorské) péče. Soudní spor probíhal v Opavě v březnu 1882. Navzdory obhajobě, kterou vedl František Stratil, Zacpal prohrál a strávil nějaký čas ve vězení. Během jeho uvěznění vedl časopis právník Romuald Dubový.
V červenci 1883 se Zacpal „kvůli zotavení“ vzdal funkce redaktora Opavského týdenníku, přičemž zůstal nadále jako spolupracovník a „finančník“, vydavatel. Novým redaktorem se stal Rudolf Hill.
Roku 1887 dostal zánět pohrudnice, údajně jako následek velké námahy při sokolském cvičení. Na radu lékaře se přestěhoval do Brušperku, ale tamní pobyt mu nepomohl. S opavským kupcem Frommem, jehož rodina o něj v době nemoci pečovala, pak odjel počátkem následujícího roku k Jaderskému moři do města Opatija (dnes v Chorvatsku). Počasí ale jeho léčení příliš nepřálo, v době jeho příjezdu (přelom ledna a února) tam panovala tuhá zima. V Opatiji zemřel a byl tam i pohřben.

## Veřejná činnost
Vedle řízení týdeníku se Zacpal aktivně účastnil národního a spolkového života v Opavě. Podílel se na vzniku Matice opavské, muzea, hospodářsko-politické jednoty, besed, ochotnické jednoty, Sokola a centrální opavské záložny. Jako právník-samouk nastudoval tiskový, spolkový a směnečný zákon, a své znalosti využil při formulování stanov většiny opavských spolků i při vedení záložny. Spoluzakládal a později jako prokurista vedl firmu Fromm, první český velkoobchod ve Slezsku.

## Ohlas a hodnocení
Zacpal byl významným buditelem slezských Čechů. Redaktor Zlaté Prahy v jeho nekrologu uvedl, že pro ně udělal víc, než všichni čeští poslanci dohromady. Nevyhledával osobní prospěch, ale dočkal se obecné vděčnosti. Podle redaktora Moravské orlice zachránil slezskou větev českého národa. Zpočátku ale bylo jeho postavení obtížné — podpora z Čech a Moravy byla téměř nulová (v Praze měl roku 1881 jeho týdenník jen dvanáct předplatitelů) a česká veřejnost dostatečně nechápala poměry, z nichž jeho „prostonárodní“ list vycházel. Kritizovaný byl i přílišný klerikalismus Opavského týdenníku, z něhož profesoři Antonín Vašek a Vincenc Prasek zčásti vinili i redakčního spolupracovníka, kněze Antonína Grudu.
Roku 1924 byla během Opavského matičního dne odhalena jeho pamětní deska na domě v Ostrožné ulici č. 16. V roce 1938 byla nacisty odstraněna, její náhrada byla instalována roku 1990. V Opavě je po něm pojmenována Zacpalova ulice.